# Bundestagswahl 1983
Die Bundestagswahl 1983 fand am 6. März 1983 statt. Als vorgezogene Neuwahl war die Wahl zum 10. Deutschen Bundestag die erste Bundestagswahl nach der Wahl Helmut Kohls zum Bundeskanzler und brachte erstmals die Grünen ins Parlament.
- SPD: 202
- Grüne: 28
- CDU/CSU: 255
- FDP: 35

- Regierung: 290
- Opposition: 230

## Hintergrund

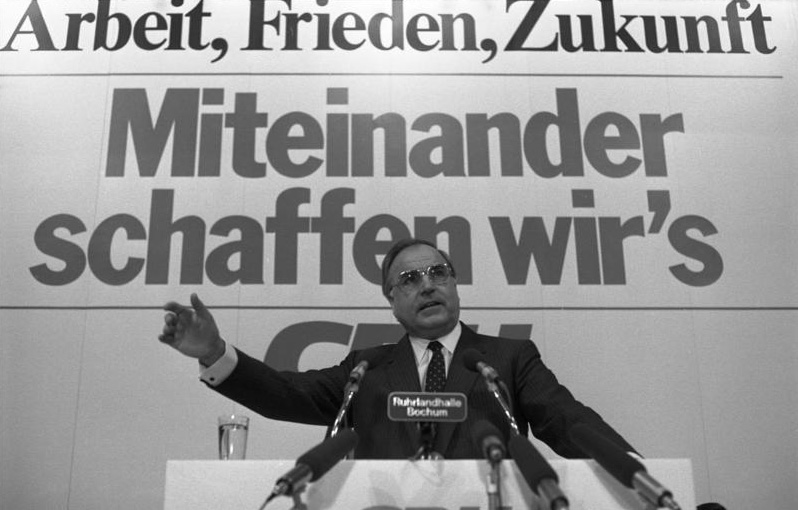
Bundeskanzler Helmut Kohl im Bundestagswahlkampf 1983

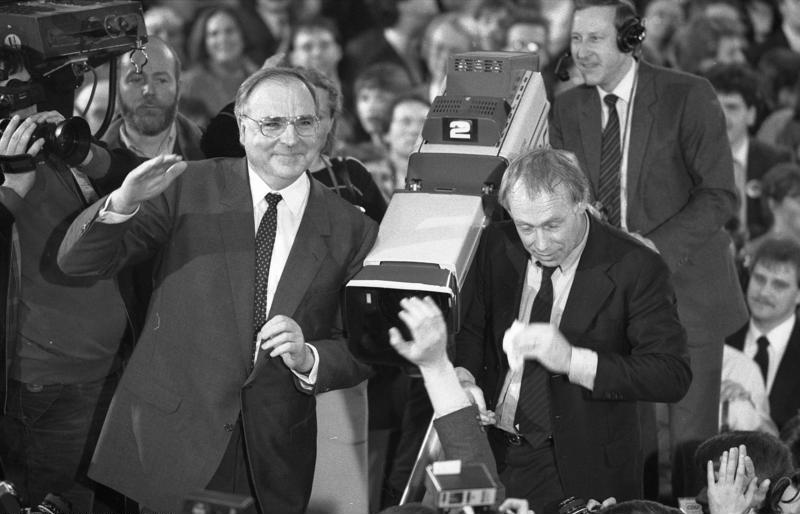
CDU-Wahlparty am 6. März 1983 mit Helmut Kohl und Heiner Geißler

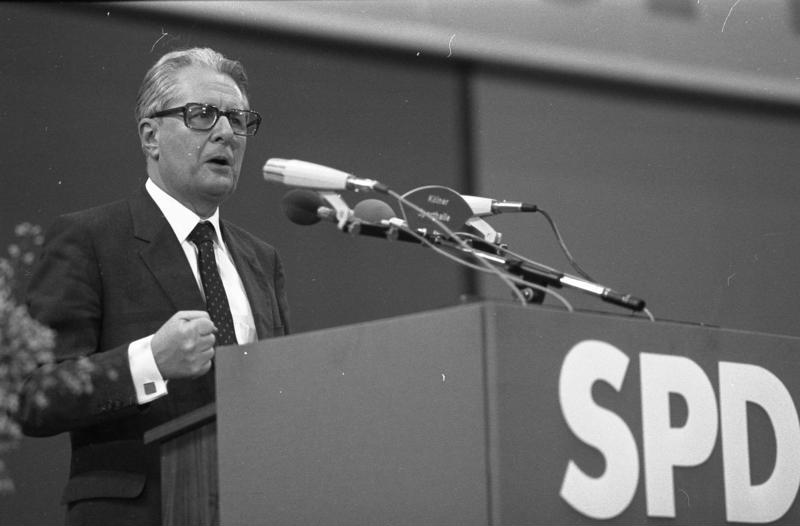
SPD-Wahlkampfveranstaltung mit Hans-Jochen Vogel Ende Februar 1983 in Köln

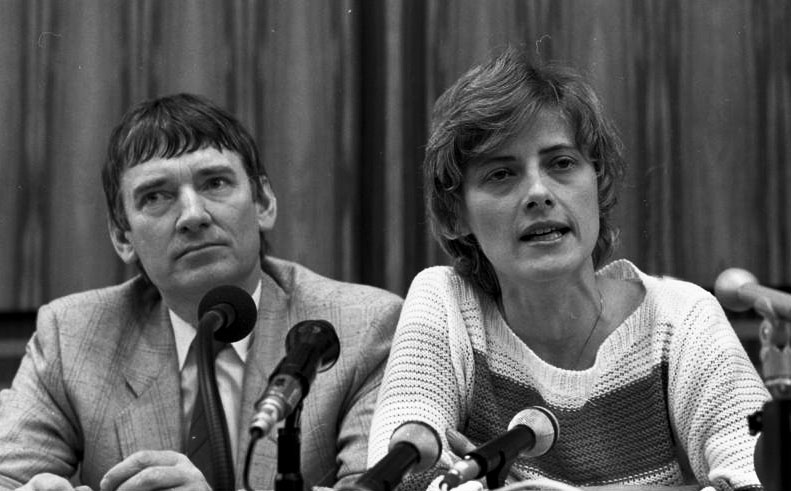
Pressekonferenz der Grünen zum Ausgang der Bundestagswahl 1983 mit Otto Schily und Petra Kelly

Bei der Bundestagswahl 1980 wurde die sozialliberale Koalition unter Bundeskanzler Helmut Schmidt bestätigt. Im Laufe der Legislaturperiode traten immer mehr Differenzen zwischen den Regierungsparteien SPD und FDP auf, insbesondere zur Wirtschaftspolitik. Am 5. Februar 1982 stellte Bundeskanzler Schmidt die Vertrauensfrage, deren Ergebnis ihn im Amt bestätigte.
Am 17. September traten die vier FDP-Minister zurück; es wurde eine neue Regierung durch ein SPD-Minderheitskabinett gebildet. Am 1. Oktober wurde Helmut Schmidt mit den Stimmen der Unionsparteien und einer Mehrheit der FDP-Abgeordneten vom Bundestag durch ein konstruktives Misstrauensvotum des Amtes enthoben und Helmut Kohl zu seinem Nachfolger gewählt.
Für die FDP war dies eine Zerreißprobe, da die Parteispitze um Hans-Dietrich Genscher und Otto Graf Lambsdorff einen Koalitionswechsel zur CDU/CSU langfristig betrieben hatte, aber eine parteiinterne Minderheit um Gerhart Baum, Günter Verheugen und Ingrid Matthäus-Maier ihn ablehnte. Auch war das Ergebnis bei der Landtagswahl in Hessen 1982, zwei Wochen nach dem Ende der sozialliberalen Koalition, kein gutes Omen: Die FDP verlor nach einer SPD-Kampagne gegen den „Verrat in Bonn“ mehr als die Hälfte ihrer Wähler und scheiterte mit 3,1 % an der Fünf-Prozent-Hürde.
Damit gab es zwar eine Bundesregierung, die auch eine Mehrheit im Bundestag hatte, doch sie sollte durch eine vorgezogene Bundestagswahl legitimiert werden. Vorgezogene Wahlen sind laut Grundgesetz nur unter strengen Bedingungen möglich; eine ist eine verlorene Vertrauensfrage, die dann am 17. Dezember 1982 von Kanzler Helmut Kohl gestellt wurde. Dabei erhielt er vereinbarungsgemäß keine Mehrheit, Bundespräsident Karl Carstens löste den Bundestag auf, und es kam zu Neuwahlen. Das Bundesverfassungsgericht sah diesen Vorgang als verfassungskonform an.
Nachdem Altbundeskanzler Helmut Schmidt auf eine erneute Kandidatur verzichtet hatte, wurde der ehemalige Bundesjustizminister Hans-Jochen Vogel als Kanzlerkandidat der SPD aufgestellt. Für die CDU/CSU trat, zum zweiten Mal nach 1976, Helmut Kohl als Bundeskanzler an.

## Amtliches Endergebnis
| Listen                       | Listen                                                           | Erststimmen | Erststimmen | Erststimmen | Erststimmen | Zweitstimmen | Zweitstimmen | Zweitstimmen | Zweitstimmen | Mandate | Mandate | Berliner Abg. |
| Listen                       | Listen                                                           | Stimmen     | %           | +/-         | Mandate     | Stimmen      | %            | +/-          | Mandate      | Anzahl  | +/-     | Berliner Abg. |
| ---------------------------- | ---------------------------------------------------------------- | ----------- | ----------- | ----------- | ----------- | ------------ | ------------ | ------------ | ------------ | ------- | ------- | ------------- |
|                              | Sozialdemokratische Partei Deutschlands (SPD)                    | 15.686.033  | 40,4        | –4,1        | 68          | 14.865.807   | 38,2         | –4,7         | 125          | 193     | –25     | 9             |
|                              | Christlich Demokratische Union Deutschlands (CDU)                | 15.943.460  | 41,0        | +5,4        | 136         | 14.857.680   | 38,2         | +3,9         | 55           | 191     | +17     | 11            |
|                              | Christlich-Soziale Union in Bayern (CSU)                         | 4.318.800   | 11,1        | +0,7        | 44          | 4.140.865    | 10,6         | +0,3         | 9            | 53      | +1      | –             |
|                              | Freie Demokratische Partei (FDP)                                 | 1.087.918   | 2,8         | –4,4        | –           | 2.706.942    | 7,0          | –3,7         | 34           | 34      | –19     | 1             |
|                              | Die Grünen (GRÜNE)                                               | 1.609.855   | 4,1         | +2,2        | –           | 2.167.431    | 5,6          | +4,1         | 27           | 27      | +28     | 1             |
|                              | Nationaldemokratische Partei Deutschlands (NPD)                  | 57.112      | 0,1         | +0,1        | –           | 91.095       | 0,2          | +0,1         | –            | –       | –       | –             |
|                              | Deutsche Kommunistische Partei (DKP)                             | 96.143      | 0,2         | ±0,0        | –           | 64.986       | 0,2          | ±0,0         | –            | –       | –       | –             |
|                              | Europäische Arbeiter-Partei (EAP)                                | 7.491       | 0,0         | ±0,0        | –           | 14.966       | 0,0          | ±0,0         | –            | –       | –       | –             |
|                              | Ökologisch-Demokratische Partei (ÖDP)                            | 3.341       | 0,0         | N/A         | –           | 11.028       | 0,0          | N/A          | –            | –       | –       | –             |
|                              | Christliche Bayerische Volkspartei (CBV)                         | 2.068       | 0,0         | ±0,0        | –           | 10.994       | 0,0          | ±0,0         | –            | –       | –       | –             |
|                              | Kommunistische Partei Deutschlands/Marxisten-Leninisten (KPD/ML) | –           | –           | N/A         | –           | 3.431        | 0,0          | N/A          | –            | –       | –       | –             |
|                              | Unabhängige Soziale Demokraten (USD)                             | 450         | 0,0         | N/A         | –           | 3.333        | 0,0          | N/A          | –            | –       | –       | –             |
|                              | Bund Westdeutscher Kommunisten (BWK)                             | 686         | 0,0         | ±0,0        | –           | 2.129        | 0,0          | ±0,0         | –            | –       | –       | –             |
|                              | Wählergruppen/Einzelbewerber                                     | 31.996      | 0,1         | +0,1        | –           | –            | –            | –            | –            | –       | –       | –             |
| Gesamt                       | Gesamt                                                           | 38.845.353  | 100         |             | 248         | 38.940.687   | 100          |              | 250          | 498     | +1      | 22            |
|                              |                                                                  |             |             |             |             |              |              |              |              |         |         |               |
| Ungültige Stimmen            | Ungültige Stimmen                                                | 434.176     | 1,1         | -0,2        |             | 338.842      | 0,9          | -0,1         |              |         |         |               |
| Wähler                       | Wähler                                                           | 39.279.529  | 89,1        | +0,5        |             | 39.279.529   | 89,1         | +0,5         |              |         |         |               |
| Wahlberechtigte              | Wahlberechtigte                                                  | 44.088.935  |             |             |             | 44.088.935   |              |              |              |         |         |               |
|                              |                                                                  |             |             |             |             |              |              |              |              |         |         |               |
| Quelle: Der Bundeswahlleiter |                                                                  |             |             |             |             |              |              |              |              |         |         |               |

- Überhangmandate: 2 (SPD).

Ein weiterer Berliner Bundestagsabgeordneter wurde von der Alternativen Liste für Demokratie und Umweltschutz (AL) gestellt.
Mit 48,8 % erzielten CDU/CSU ihr bis heute zweitbestes Zweitstimmenergebnis bei einer Bundestagswahl (das beste erreichten sie 1957 mit 50,2 %).

### Ergebnisse in den Bundesländern

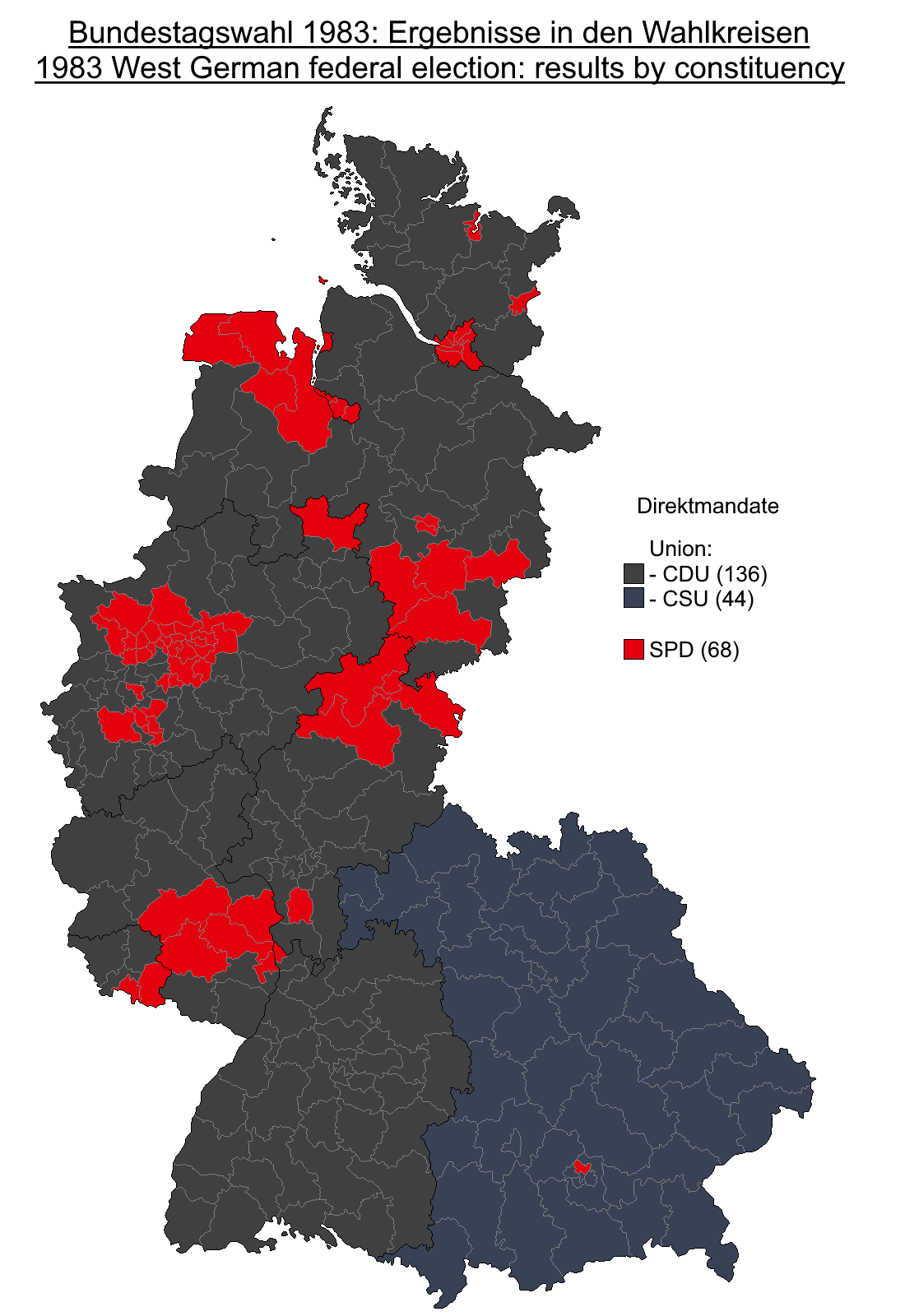
Erststimmenmehrheiten in den Wahlkreisen:
SPD
CDU/CSU

| Bundesland          | Wahl- berechtigte | Wähler     | Wahl- beteiligung | CDU/CSU | CDU/CSU | SPD  | SPD   | FDP  | FDP   | Grüne | Grüne |
| Bundesland          | Wahl- berechtigte | Wähler     | Wahl- beteiligung | Erst    | Zweit   | Erst | Zweit | Erst | Zweit | Erst  | Zweit |
| ------------------- | ----------------- | ---------- | ----------------- | ------- | ------- | ---- | ----- | ---- | ----- | ----- | ----- |
| Baden-Württemberg   | 06.544.795        | 05.785.570 | 88,4              | 57,2    | 52,6    | 33,8 | 31,1  | 3,5  | 9,0   | 4,6   | 6,8   |
| Bayern              | 08.012.989        | 07.020.065 | 87,6              | 62,2    | 59,5    | 30,2 | 28,9  | 3,1  | 6,2   | 4,0   | 4,7   |
| Bremen              | 00.523.260        | 00.462.122 | 88,3              | 37,0    | 34,2    | 52,3 | 48,7  | 2,8  | 6,5   | 7,1   | 9,7   |
| Hamburg             | 01.246.089        | 01.105.844 | 88,7              | 40,5    | 37,6    | 50,8 | 47,4  | 2,2  | 6,3   | 6,0   | 8,2   |
| Hessen              | 04.071.991        | 03.673.072 | 90,2              | 48,3    | 44,3    | 44,1 | 41,6  | 2,7  | 7,6   | 4,4   | 6,0   |
| Niedersachsen       | 05.480.450        | 04.909.061 | 89,6              | 49,0    | 45,6    | 43,4 | 41,3  | 2,7  | 6,9   | 4,5   | 5,7   |
| Nordrhein-Westfalen | 12.576.604        | 11.254.374 | 89,5              | 48,3    | 45,2    | 45,0 | 42,8  | 2,4  | 6,4   | 3,9   | 5,2   |
| Rheinland-Pfalz     | 02.816.609        | 02.546.266 | 90,4              | 52,8    | 49,6    | 40,5 | 38,4  | 3,2  | 7,0   | 3,0   | 4,5   |
| Saarland            | 00.841.073        | 00.761.886 | 90,6              | 47,6    | 44,8    | 46,3 | 43,8  | 2,5  | 6,0   | 3,0   | 4,8   |
| Schleswig-Holstein  | 01.975.075        | 01.761.269 | 89,2              | 49,8    | 46,5    | 44,3 | 41,7  | 2,1  | 6,3   | 3,4   | 5,2   |

## Konsequenz
| Mögliche Koalitionen | Sitze   |
| -------------------- | ------- |
| Sitze gesamt         | 520     |
| voll stimmberechtigt | 498     |
| Zweidrittel-Mehrheit | 332     |
| CDU/CSU, SPD         | 457     |
| absolute Mehrheit    | 250     |
| CDU/CSU, FDP         | 290     |
| keine Mehrheit       | bis 249 |
| SPD, Grüne           | 230     |

Der schwarz-gelben Koalition war für die nächsten vier Jahre eine klare Mehrheit gesichert. Kohl bildete das Kabinett Kohl II. Mit den Grünen zog – zum ersten Mal seit 1953 mit dem BHE – eine vierte Fraktion in den Bundestag ein.
Die FDP erlitt zwar deutliche Verluste, konnte aber mit 7,0 % der Zweitstimmen erneut in den Bundestag einziehen. Vor der Wahl war spekuliert worden, ob die FDP an der Fünf-Prozent-Hürde scheitern würde.
Die Union erreichte ihr bis heute zweitbestes Ergebnis aller Zeiten, die SPD ihr schlechtestes Ergebnis seit 1961. Zugleich konnte die Union so viele Direktmandate wie zuletzt 1957 erringen, die SPD halbierte fast ihre Direktmandate und errang so wenige wie zuletzt 1957.